# Saint-Léonard-des-Parcs
Saint-Léonard-des-Parcs település Franciaországban, Orne megyében. Lakosainak száma 76 fő (2022. január 1.). Saint-Léonard-des-Parcs Aunou-sur-Orne, Brullemail, Gâprée, Trémont, Chailloué és Merlerault-le-Pin községekkel határos.

## Népesség
A település népessége az elmúlt években az alábbi módon változott:
| Lakosok száma | 73   | 71   | 74   | 75   | 77   | 77   | 77   | 77   | 76   |
|               | 2013 | 2015 | 2016 | 2017 | 2018 | 2019 | 2020 | 2021 | 2022 |